# Placówka Straży Celnej „Przerwa”

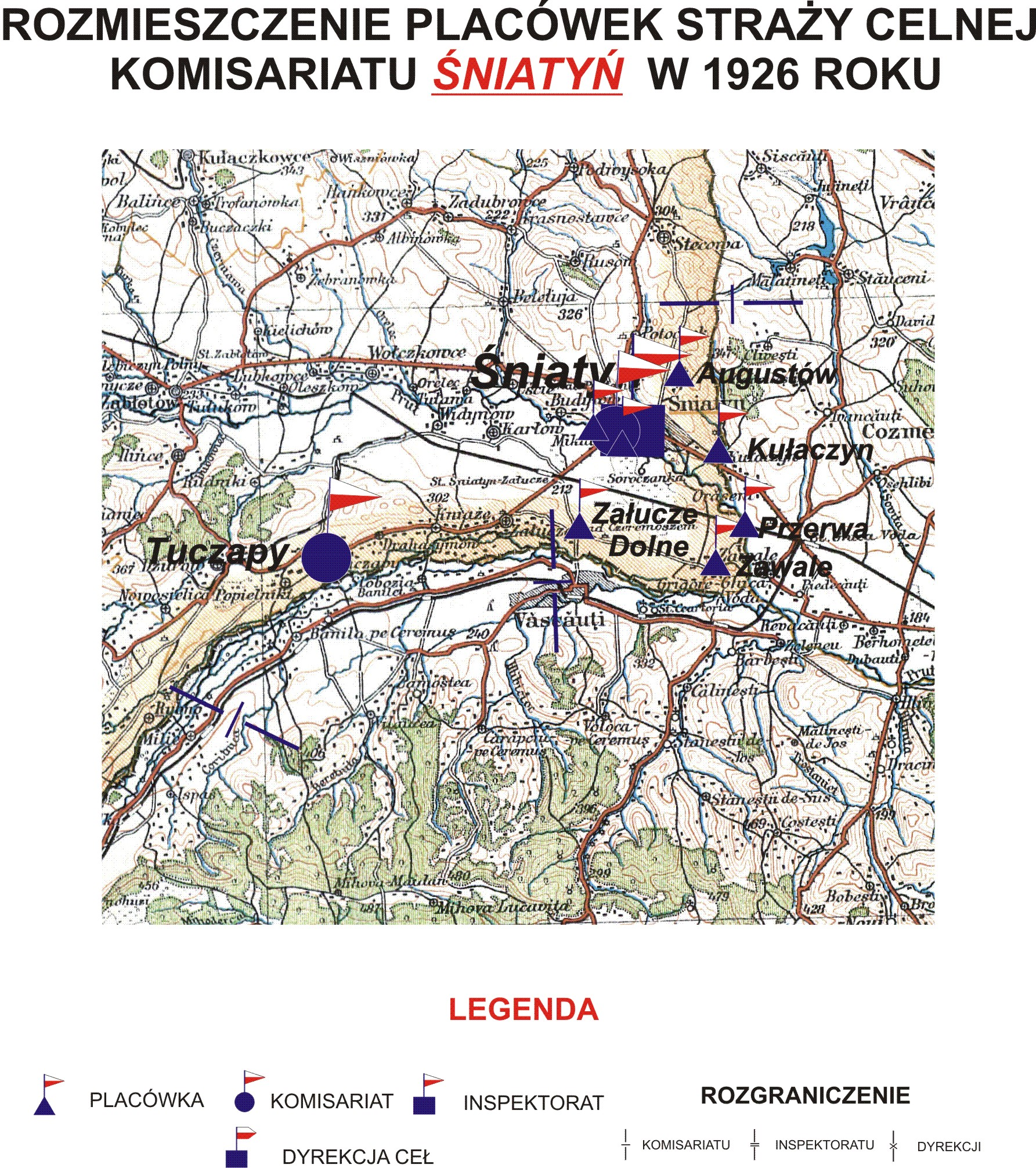
Rozmieszczenie placówek SC komisariatu Śniatyń w 1926

Placówka Straży Celnej „Przerwa” – jednostka organizacyjna Straży Celnej pełniąca w okresie międzywojennym służbę ochronną na granicy polsko-rumuńskiej.

## Formowanie i zmiany organizacyjne
Na wniosek Ministerstwa Skarbu, uchwałą z 10 marca 1920 roku, powołano do życia Straż Celną. Od połowy 1921 roku jednostki Straży Celnej rozpoczęły przejmowanie odcinków granicy od pododdziałów Batalionów Celnych. Proces tworzenia Straży Celnej trwał do końca 1922 roku. Placówka Straży Celnej „Przerwa” weszła w podporządkowanie komisariatu Straży Celnej „Śniatyn” z Inspektoratu SC „Śniatyn”.
W drugiej połowie 1927 roku przystąpiono do gruntownej reorganizacji Straży Celnej. W praktyce skutkowało to rozwiązaniem tej formacji granicznej. Ochronę północnej, zachodniej i południowej granicy państwa przejęła powołana z dniem 2 kwietnia 1928 roku Straż Graniczna.
Rozkazem nr 5 z 16 maja 1928 roku w sprawie organizacji Małopolskiego Inspektoratu Okręgowego dowódca Straży Granicznej gen. bryg. Stefan Pasławski powołał komisariat Straży Granicznej „Śniatyn” i określił jego strukturę organizacyjną. 
Rozkazem nr 1 z 29 stycznia 1934 roku w sprawach [...] zmian przydziałów, komendant Straży Granicznej płk Jan Jur-Gorzechowski w ramach komisariatu utworzył placówkę I linii „Przerwa”.

## Funkcjonariusze placówki
Kierownicy placówki
| stopień    | imię i nazwisko, numer | okres pełnienia służby | kolejne stanowisko |
| ---------- | ---------------------- | ---------------------- | ------------------ |
| przodownik | Leon Kołodziej (294)   | był w 1926             |                    |

Obsada personalna placówki w 1926:
- przodownik Leon Kołodziej (294)
- starszy strażnik Józef Leśniowski (456)
- starszy strażnik Tadeusz Grencel (283)
- strażnik Czesław Braun (2127)
- strażnik Jan Piątek (566)
- strażnik Szczepan Horak (620)
- strażnik Józef Hoszowski (2101)
- strażnik Eugeniusz Wickert (1997)
- strażnik Stanisław Bik (1276)